# János Garay
János Garay (n. 23 februarie 1889, Budapesta, Austro-Ungaria – d. 5 martie 1945, Lagărul de concentrare Mauthausen-Gusen, Austria Superioară, Austria) a fost un scrimer maghiar, medaliat olimpic. A participat la 2 ediții ale Jocurilor Olimpice (1924, 1928) în care a câștigat o medalie de argint și o medalie de bronz.